# الأصول الرياضية للفلسفة الطبيعية
الأصول الرياضية للفلسفة الطبيعية هو عمل من ثلاثة كتب للسير إسحاق نيوتن، نُشر لأول مرة 5 يوليو 1687م. «ويعدّ من أهم الأعمال في تاريخ العلم». وفيه صاغ نيوتن قوانين نيوتن للحركة التي تعدّ أساس الميكانيكا الكلاسيكية، كما صاغ أيضاً قانون الجذب العام، واشتقاق قوانين كبلر لحركة الكواكب (التي وضعها كبلر على أسس تجريبية)،من الجدير بالذكر أن الأكاديمية البريطانية للعلوم عجزت عن نشره حينئذ فنشره عالم الفلك الإنجليزي إدموند هالي الذي سمي مذنب هالى باسمه.

## قوانين الحركة الثلاث

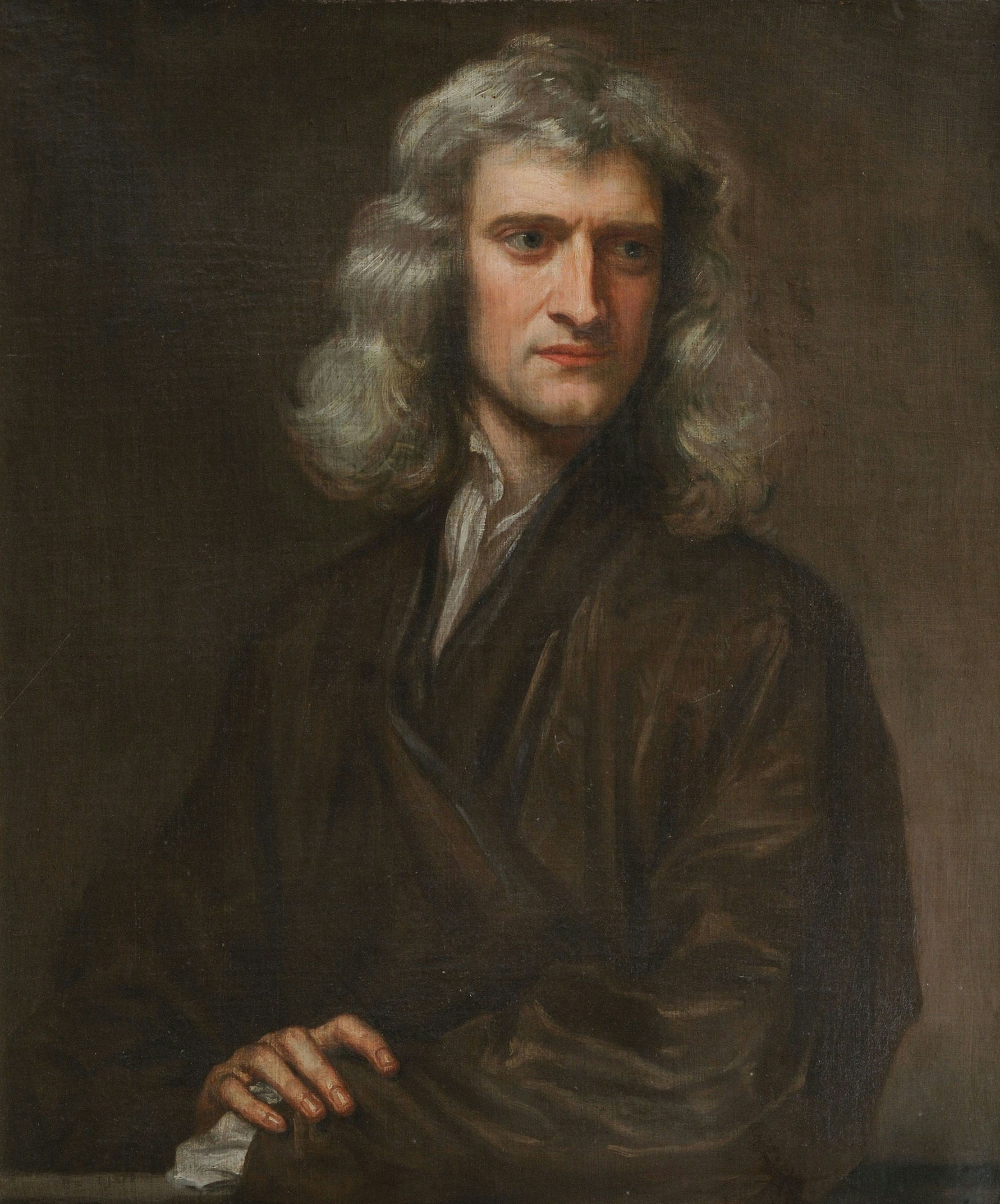
السير إسحاق نيوتن (1643-1727) مؤلف كتاب الأصول

صاغ نيوتن قوانين الحركة الثلاث ضمن خط أفكار امتد من أرسطو مروراً بجاليليو وحتى عصر نيوتن. أما هذه القوانين فهي:

### القانون الأول
إذا كان مجموع القوى المؤثرة في جسم ما يساوي صفر فانه الجسم سيظل على حالته من السكون أو التحرك بسرعة ثابتة على خط مستقيم. ندعو هذا القانون «قانون القصور الذاتي (العطالة)» فعطالة الجسم صفة ناتجة عن كتلته وتعبر عن قابلية الجسم للحفاظ على سرعته ويعبر عنها بالكتلة القصورية(العطالية)، فالأجسام كبيرة الكتلة لا تغير سرعتها بسهولة فبإمكاننا ايقاف كرة صغيرة بسهولة بيدنا ولكن ذلك مستحيل لو كنا نتحدث عن شاحنة متحركة.

### القانون الثاني
ويربط هذا القانون بين القوة وتأثيرها على حركة الجسم. فعندما تؤثر قوة ما على جسم فانها تسبب تغييراً في سرعته، زيادة أو نقصانا أو تغير على
الأقل جهة الحركة. ندعو هذا التغيير في قيمة السرعة أو إتجاهها بالتسارع (العجلة) وينص القانون الثاني على أن: القوة = الكتلة × التسارع .
فكلما زادت القوة سببت تسارعاً أكبر للجسم، فمثلاً: إذا زادت قوة المحرك تصبح زيادة السرعة أكبر وبالعكس
كما أن هذا القانون يعني أنه عندما تؤثر قوتين متساويتين على جسمين مختلفين فالجسم الذي كتلته أكبر سيكون تسارعه أقل وحركته أبطأ والجسم ذو الكتلة الأقل تسارعه أكبر.
فإذا وجد محركين متشابهين على سيارة كبيرة وسيارة صغيرة فالصغيرة ستملك تسارعاً أكبر لأن كتلتها أقل والكبيرة ستملك تسارعاً أقل لأن كتلتها أكبر.

### القانون الثالث
ينص هذا القانون على أن «لكل فعل رد فعل مساوي له في المقدار ومضاد له في الإتجاه» فإذا أثر جسم على جسم ثاني بقوة ما فإن الجسم الثاني يؤثر على الأول بقوة مساوية له في المقدار وفي الإتجاه المضاد وسنرى التطبيق الأوضح لهذا القانون في حديثنا عن قوة الجاذبية.

## قانون الجاذبية العام
صاغ نيوتن قانون الجذب العام بناءاً على ملاحظات تجريبية قام بها جاليليو سابقاً حيث لاحظ أنه بالقرب من سطح الأرض تسقط الأجسام ذات الكتل المختلفة في نفس الوقت (أي أن جاذبية الأرض تجذب جميع الكتل بنفس التسارع) ، وبناءعلى تجارب قام بها نيوتن أيضاً وعلى الأفكار السائدة بين الأكاديميين في تلك الفترة، وينص هذا القانون على أن القوة التي يجذب بها جسم ما (مثل الشمس) جسما أخر (مثل كوكب الأرض) تزداد بزيادة كتلة الجسمين وتتناقص مع مربع المسافة بينهما. أي إذا جعلنا المسافة بين الجسمين ضعف المسافة الحالية ستصبح القوة أقل بـ (2×2) أي أربع مرات. وإذا جعلنا المسافة أكبر ب 3 مرات تصبح القوة أضعف بـ (3×3) أي تسع مرات وهكذا. وقد وضح نيوتن أن هذا القانون يصف حركة الأجرام السماوية كالكواكب والأقمار والنجوم وتصف أيضاً حركة الأجسام على الأرض أي أنه يصلح في أي نقطة من الكون لذلك يدعى قانون الجاذبية الكوني أو العام. وبالعودة للقانون الثالث لنيوتن فإن الأرض تجذبك بقوة نحو الأسفل (فعل) وأنت تجذبها بنفس القوة نحو الأعلى (رد الفعل) ولكن قيمة هذه القوة لها تأثير ملحوظ على كتلة صغيرة متل كتلتك، بينما تأثيرها ضعيف جداً جداً على كتلة الأرض الضخمة بالنسبة لك.

## برهنة قوانين كبلر

إثبات نيوتن للقانون كبلر الثاني، كما هو موضح في الكتاب. وإذا أثرت قوة الجاذبية اللحظية (السهم الأحمر) على كوكب الأرض خلال مداره، فإن مساحة المثلثات التي يحددها مسار الكوكب تكون هي نفسها. وهذا يطبق على أي فترة زمنية ثابتة ، عندما تؤول الفترة الزمنية إلى الصفر، يمكن اعتبار القوة مستمرة، (اضغط على الصورة للحصول على وصف تفصيلي).

من خلال نظريات نيوتن وخاصة قانون الجذب العام استطاع أن يقدم برهان رياضياتي نظري لقوانين كبلر والتي تصف حركة الكواكب في المجموعة الشمسية وقد وضعها كبلر بين 1609م-1619م بناءاً على كم كبير من الملاحظات وقياسات مواضع الكواكب قام بها كبلر مستنداً على قياسات سابقة لتيخو براهي. وقد نص القانون الأول: على أن الكواكب تتحرك بمسارات أهليلجية، والثاني: أن سرعة الكوكب تزداد عندما يكون قريباً من الشمس و تنقص عندما يكون بعيداً عنها، والثالث: تناسب مربع زمن دوران الكوكب حول الشمس تناسباً طردياً مع مكعب القطر الأكبر لمداره .وقد كان استنتاج نيوتن من جديد لهذه القوانين بناء على القوانين التي وضعها هو مساهمة في دعم صحة فرضياته.

## رأي نيوتن بنظرياته
نيوتن كان يعدّ ان هذه القوانين غير كافية لوصف الكون كاملا وكأنه ساعة ضخمة. كما ان سبب قوة الجاذبية كان سؤالا يشغله دوما ولم تتم الإجابة عنه في وقته. ولكن تعديل هذه النظرية و حل التناقضات العميقة التي كانت غير ظاهرة وجب ان تنتظر أكثر من 200 عام حتى تُحَلّ.
لقد عبر عن رأيه بنظرياته بقوله «لا أعلم كيف يراني العالم، ولكن بالنسبة لي أبدو كطفل يلعب على الشاطئ وألهو بين الحين والأخر عاثرا على حصاة أكثر نعومة أو صدفة أجمل من المعتاد في حين يمتد محيط الحقيقة العظيم امامي غير مكتشف بعد».